# Александар Алекса Мартић
Александар Алекса Мартић, (Совљак код Уба, 20. фебруара 1890. – Младеновац, 24. децембра 1942) био је српски сељак, политичар и учесник четири рата: два балканска, Првог и Другог светског рата. Носилац је Златног војничког ордена Карађорђеве звезде са мачевима, те више других признања, као и све три споменице добијене за учешће у ослободилачким ратовима од 1912. до 1918. године.

## Биографија
Александар Алекса Мартић рођен је у селу Совљак код Уба, 20. фебруара 1890. године од оца Милоша и мајке Ранђије. Алексин отац је био такође имућан и напредан сељак, а у више мандата старешина села. После завршене основне школе у родном месту Алекса је остао у селу. Иако се бавио пољопривредом доста је читао како би могао очувати и унапређивати своје велико имање.

### Ратно искуство
Војни рок регулисао је у IV ескадрону II коњичког пука „Цар Душан“, од 1909. до 1911. године. Као резервни каплар активно је учествовао у оба балканска и Првом светском рату. Посебно се истакао у борби у Дреновцу у Мачви 1914. године, када је као вођа патроле заробио 12 непријатељских војника. За тај мудар и храбар подвиг одликован је Златним војничким орденом Карађорђеве звезде са мачевима.
У ослободилачким ратовима 1912—1918. године рањаван је чак три пута. Први пут, новембра 1914. у Дреновцу, у Мачви, у десну руку. Тог истог месеца али у поцерској Слатини у десно раме. Седмог новембра 1916. године на коти 1050 у десну плећку. Све то није га обесхрабрило ни избацило из строја. Чак ни погибија два брата на Солунском фронту.
Између светских ратова сарађује са Војиславом Лазићем из Стублина, др Радојем и Радованом Мијушковићем, вођама левог крила Земљорадничке странке у Тамнавском срезу. Због организовања и учешћа у крвавим догађајима на Убу 1. јула 1932. године, осуђен је на затвор и новчану казну. На општинским изборима одржаним 1936. године Удружена опозиција, са њим на челу, победила је у Совљаку. Према тврдњама његових симпатизера, током ноћи фалсификовани су изборни резултати па је за победника проглашен његов противкандидат.
У Тамнавску чету Ваљевског партизанског одреда ступио је међу првима, са своја оба сина и једним синовцем. Учествовао је више борби, а нарочито се истакао у одбрани слободне територије Ужичке партизанске републике. Поред учешћа у борбама често је разговарао са борцима и житељима места у којима су боравили, објашњавајући им, узроке брзе капитулације краљевске југословенске војске, циљеве и задатке народноослободилачког партизанског покрета итд. Говорио је на више партизанских зборова а посебно је било запажено његово иступање на збору у Голој Глави код Ваљева. После реорганизације Тамнавског (III) батаљона Посавског
партизанског одреда постављен је за командира његове III чете. Заробљен је средином јануара 1942. године у Бељину код Владимираца и спроведен у убски затвор, где је страшно мучен и тучен. Потом га је преузела Специјална полиција Управе града Београда на даље мучење и саслушање. Нешто касније преузео га је Гестапо. Немачки официр, који га је саслушавао, кад је сазнао да је био један од најимућнијих и најнапреднијих пољопривредника у Тамнави, јер је имао 72 хектара земље, понудио му је да потпише већ спремљену изјаву у којој је
писало да је мобилисан у партизане и да се каје због учешћа у њиховим акцијама. За узврат обећао му је да ће га послати у Немачку у заробљеништво, где ће добити задатак да се стара о његовом имању док овај буде одсутан. Као искрени родољуб одбио је ту понуду, говорећи да не тражи ничију милостињу, да му није потребан живот у окупираној земљи и да он неће да српска деца пљују на њега.
Из логора на Бањици отеран је у Младеновац и са групом затвореника и талаца стрељан 24. децембра 1942. године, за одмазду што је једна партизанка убила Недићевог војводу Јована Војиновића и једног немачког официра. Током Другог светског рата његова кућа је више пута пљачкана а укућани хапшени и прогањани.
У браку са Танкосавом (рођеном Матић из Грабовца код Обреновца), добио је синове Живорада и Мирослава, те кћи Љубицу, удату Косанић из Стубленице.